# 雙重狹義相對論
雙重狹義相對論或稱雙重特殊相對論（英語：Doubly-special relativity，；又稱  及 ）是一個狹義相對論的新理論。最先是在一篇由喬凡尼·阿梅利諾-卡梅利亞所寫的論文所假設，雖然稍早在Paul Merriam的一篇論文中已被影射。在這理論中，他假設除了光速外，一個以普朗克尺度為基礎的特徵能量尺度也該在相對論性轉換中維持不變性。他的理論包含了與觀測者獨立無關的速度尺度及長度/動量尺度。
另一版本的雙重狹義相對論，受到阿梅利諾-卡梅利亞成果所鼓舞，稍後由João Magueijo與李·斯莫林所提出。現有提案指出這些理論可能與迴圈量子重力有關。
{\displaystyle E=mc^{2}}
狹義相對論公式
{\displaystyle E=mc^{2}/(1+mc^{2}/Ep)}
斯莫林及馬古尤的雙重狹義相對論公式
這些研究的動機之一是出於高能量宇宙射線的觀測顯示出違反了GZK極限的結果，其被戲稱作是「我的天啊粒子」。

## 外部連結
- Giovanni Amelino-Camelia, "Doubly-Special Relativity: First Results and Key Open Problems." Int. J. Mod. Phys. D11 (2002) 1643. Online copy at http://arxiv.org/abs/gr-qc/0210063 （页面存档备份，存于）
- Giovanni Amelino-Camelia, Doubly-Special Relativity.' http://lanl.arxiv.org/abs/gr-qc/0207049, a non-technical review
- Nosratollah Jafari, Ahmad Shariati, Doubly Special Relativity: A New Relativity or Not? http://arxiv.org/abs/gr-qc/0602075 （页面存档备份，存于）